# Noclip.website
noclip.website ist ein Online-Videospielkartenbetrachter, der 2018 erstellt wurde. Er ermöglicht es Besuchern, eine Auswahl an datengeprüften Levels aus verschiedenen Spielen zu durchsuchen und im noclip-Modus durch sie zu reisen, ohne durch Wände, Objekte oder Schwerkraft behindert zu werden. So können sie auf eine Art und Weise erkundet werden, die von den Spieleentwicklern nicht beabsichtigt war, und erhalten neue Einblicke in deren Layout, Entwicklungsprozess und Inhalt. Die Website wurde von JasperRLZ und einem Team von Mitwirkenden programmiert und enthält hauptsächlich Nintendo-Spiele, aber auch andere Titel wie Dark Souls. Die Website wurde von Kritikern dafür gelobt, dass sie es den Besuchern ermöglicht, Levels aus klassischen Spielen zu erkunden, und dass sie maßgeschneiderte Lösungen implementiert hat, die es ermöglichen, Karten aus jedem Spiel korrekt im selben Viewer laufen zu lassen.

## Inhalt
noclip.website ist eine Open-Source-Software. Beim Besuch der Website wird eine Liste von Levels angezeigt, und der Besucher kann jeweils einen Level auswählen und mit der WASD- und Maussteuerung ähnlich wie im Noclip-Modus im Spiel navigieren. Die meisten der unterstützten Levels stammen aus Nintendo-Spielen, aber auch Karten von Titeln wie Psychonauts können auf der Website angezeigt werden.
Aufgrund von Unterschieden in der Programmierung der verschiedenen Videospiele, die von der Website unterstützt werden, mussten für bestimmte Spiele Umgehungen geschaffen werden, damit ihre Karten angezeigt werden konnten. So erforderte beispielsweise der Cel-Shading-Kunststil von The Legend of Zelda: The Wind Waker ein einzigartiges Beleuchtungsmodell, um richtig zu funktionieren, sowie Kollisionsmodelle, um zu verhindern, dass Pflanzenmodelle durch den Boden fallen. Einige Karten erlauben Interaktion, um Veränderungen in der Karte zu bewirken; so erlauben die Levels von Pokémon Snap den Betrachtern, Früchte wie im Spiel zu werfen, um neue Szenarien freizuschalten.
2019 fügte JasperRLZ erfolgreich die Karten von Katamari Damacy zur Website hinzu, nachdem es ein Kopfgeld von 500 US-Dollar für Entwickler ausgelobt hatte, die die Karten aus dem Code des Spiels generieren sollten, was zuvor noch nie gemacht worden war. Der Prozess wurde als schwierig beschrieben, da die Dateien im Vergleich zu Nintendo-Spielen eine unklare Namensstruktur haben.

## Rezeption
Die Seite wurde von den Kritikern im Allgemeinen gut aufgenommen, Matt Leonard von GameRevolution beschrieb sie als „eine coole Möglichkeit, Levels aus Ihren Nintendo-Lieblingsspielen zu erleben“, obwohl er sie als „eher erforschend als lehrreich“ bezeichnete. Dustin Bailey von PCGamesN erklärte in Bezug auf die Seite, dass er „die neuen Perspektiven auf alte Spiele, die wir durch diese Community-Projekte erhalten, niemals nicht zu schätzen wüsste“. Luke Plunkett von Kotaku bezeichnete die Seite als „sehr unterhaltsam“ und beschrieb das Erkunden der Levels als fröhlich und nostalgisch.
Emma Kent von Eurogamer merkte an, dass die Website den Benutzern die Möglichkeit bietet, Karten aus der Perspektive eines Spieldesigners zu erforschen und zu zeigen, wie sie konstruiert wurden und welche Illusionen verwendet wurden, um sie glaubhaft zu machen. Sie äußerte auch die Befürchtung, dass Nintendo über die Existenz der Website „nicht glücklich“ sein würde. Ana Diaz von Polygon beschrieb die Website als „digitales Videospielmuseum“ und lobte die Möglichkeit, alte Spiele aus einer neuen Perspektive zu sehen, kritisierte jedoch, dass einige Karten schwieriger zu erkunden seien als andere, wobei sie Luigi’s Mansion als schwierig bezeichnete, da das Spiel in einem Innenraum stattfand.